# Kenneth W. Dyal
Kenneth Warren Dyal (ur. 9 lipca 1910 w Bisbee, zm. 12 maja 1978 w Oakland) – amerykański polityk, członek Partii Demokratycznej.

## Działalność polityczna
W okresie od 3 stycznia 1965 do 3 stycznia 1967 przez jedną kadencję był przedstawicielem 33. okręgu wyborczego w stanie Kalifornia w Izbie Reprezentantów Stanów Zjednoczonych.